# Gints Rozenbergs
Gints Rozenbergs (* 23. April 1983 in Alūksne) ist ein ehemaliger lettischer Biathlet.
Gints Rozenbergs Student und Sportsoldat aus Aluksne betreibt Biathlon seit 1991. Seit 2004 gehört der von Intars Berkulis trainierte Sportler vom BK Aluksnes Juniors zum Nationalkader Lettlands. Seinen ersten internationalen Einsatz hatte Rozenbergs 2002 im Rahmen der Junioren-Europameisterschaften in Kontiolahti, wo er Zehnter des Einzels wurde. Es folgten seit der Saison 2002/03 Einsätze im Junioren-Europacup. 2003 startete der Lette erneut bei internationalen Juniorentitelkämpfen. Bei der WM in Kościelisko erreichte er den 23. Platz im Einzel, bei der EM in Forni Avoltri war Platz 29 in der Verfolgung bestes Ergebnis. Auch im folgenden Jahr trat er bei beiden Wettbewerben an. Bestes Resultat der WM in Haute-Maurienne war Platz 33 im Einzel, bei der EM in Minsk war ein 14. Platz im Sprint bestes Ergebnis. Letzter Wettbewerb im Juniorenbereich war die Weltmeisterschaft im Sommerbiathlon in Osrblie den Rängen 38 im Sprint, 33 in der Verfolgung und Platz acht mit der Staffel.
Der erste Einsatz von Rozenbergs im Männerbereich war die Militär-WM 2004 in Osrblie, die allerdings keine erwähnenswerte Resultate brachte. Die ersten Einsätze im Biathlon-Europacup folgten ab 2004. Bestes Resultat in der Rennserie ist bisher ein neunter Rang bei einem Sprint 2006 in Gurnigel. Gegen Ende der Saison 2004/05 startete der Lette bei einem Sprintrennen in Pokljuka erstmals im Biathlon-Weltcup und wurde 71. Sein bestes Resultat erreichte Rozenbergs 2007 als 66. in einem Sprint in Pokljuka. Wenig später trat er bei den Biathlon-Weltmeisterschaften 2007 in Antholz an und wurde 101. des Sprints. Im Sommer trat er zudem bei der Weltmeisterschaft im Sommerbiathlon 2007 in Otepää an und wurde 17. des Sprints, 13. des Massenstarts und mit Madara Līduma, Gerda Krūmiņa und Kristaps Lībietis Fünfter in der Mixed-Staffel.

## Biathlon-Weltcup-Platzierungen
Die Tabelle zeigt alle Platzierungen (je nach Austragungsjahr einschließlich Olympische Spiele und Weltmeisterschaften).
- 1.–3. Platz: Anzahl der Podiumsplatzierungen
- Top 10: Anzahl der Platzierungen unter den ersten zehn (einschließlich Podium)
- Punkteränge: Anzahl der Platzierungen innerhalb der Punkteränge (einschließlich Podium und Top 10)
- Starts: Anzahl gelaufener Rennen in der jeweiligen Disziplin

| Platzierung                      | Einzel | Sprint | Verfolgung | Massenstart | Staffel | Gesamt |
| -------------------------------- | ------ | ------ | ---------- | ----------- | ------- | ------ |
| 1. Platz                         |        |        |            |             |         |        |
| 2. Platz                         |        |        |            |             |         |        |
| 3. Platz                         |        |        |            |             |         |        |
| Top 10                           |        |        |            |             |         |        |
| Punkteränge                      |        |        |            |             | 5       | 5      |
| Starts                           | 4      | 11     |            |             | 5       | 20     |
| Stand: nach der Saison 2009/2010 |        |        |            |             |         |        |